# Dolichopoda makrykapa
Dolichopoda makrykapa is een rechtvleugelig insect uit de familie grottensprinkhanen (Rhaphidophoridae). De wetenschappelijke naam van deze soort is voor het eerst geldig gepubliceerd in 1980 door Boudou-Saltet.
1. ↑  (en) Dolichopoda makrykapa op de IUCN Red List of Threatened Species.